# 横山啓太
横山 啓太（よこやま けいた）は、日本の数学者。東北大学大学院理学研究科教授。
専門は数理論理学、数学基礎論。自然数論の基本性質を公理化した証明体系「算術体系」を研究している
。
大学院博士課程の指導教員は田中一之。

## 人物
2004年3月東京工業大学理学部数学科卒業

、東北大学理学研究科数学専攻(博士課程前期)に進学。2005年3月課程修了、修士号を取得。2008年3月同博士課程修了、博士号を取得。2009年東北大学理学研究科助教、2013年北陸先端科学技術大学院大学情報科学研究科助教を経て、2019年東北大学先端科学技術研究科講師、2021年東北大学大学院理学研究科教授。算術体系の理論と逆数学の研究、複素解析学の逆数学的研究について先導的な業績をあげている。

## 職歴
- 2009年 東北大学大学院理学研究科助教
- 2013年 北陸先端科学技術大学院大学助教
- 2018年 同 講師
- 2019年 東北大学先端科学技術研究科講師
- 2022年 東北大学大学院理学研究科教授

## 業績
- 複素解析学の逆数学的研究

## 顕彰・招待講演
- 2008年 青葉理学振興会賞(青葉理学振興会)
- 2008年 川井賞（川井数理科学財団）
- 2022年 ICM 2022 Virtual 招待講演者[4]